# Журавлівка (Тульчинський район)
Журавлі́вка (в минулому — Самгородок) — село в Україні,  у Тульчинській міській громаді Тульчинського району Вінницької області.
Населення становить 1360 осіб.

## Історія
7 (20) листопада 1917 року, відповідно до Третього Універсалу Української Центральної Ради, увійшло до складу Української Народної Республіки.
12 червня 2020 року, відповідно до Розпорядження Кабінету Міністрів України від  № 707-р «Про визначення адміністративних центрів та затвердження територій територіальних громад Вінницької області», увійшло до складу Тульчинської міської громади.
19 липня 2020 року, в результаті адміністративно-територіальної реформи та ліквідації Тульчинського району, село увійшло до складу новоутвореного Тульчинського району.

## Населення

### Мова
Розподіл населення за рідною мовою за даними перепису 2001 року:
| Мова       | Кількість | Відсоток |
| ---------- | --------- | -------- |
| українська | 1342      | 98.68%   |
| російська  | 18        | 1.32%    |
| Усього     | 1360      | 100%     |

## Пам'ятки
На південь від села розташований ботанічний заказник — «Журавлівська Дача».